# Begonia aberrans
Espèce
Begonia aberrans est une espèce de plantes de la famille des Begoniaceae. Ce bégonia rhizomateux est originaire de Sumatra en Indonésie. 

## Description
Ce bégonia rhizomateux est caractérisé par sa grande taille, comparé aux autres bégonias de cette section rencontrés à Sumatra. Et les tiges ont des poils charnus, rouges et très resserrés, mais pas fusionnés. Les tépales sont persistants et deviennent verts après la pollinisation.
D'environ 20-30 cm de haut est porté par des tiges ramifiées et poilues, plutôt grêles et qui s'enracinent facilement en touchant le sol. Les feuilles asymétriques, typiques de bégonias, sont ovoïdes, irrégulièrement dentelées et terminées en pointe. Le fruit est une capsule ovoïde ailée, triangulaire en coupe.

## Répartition géographique
Cette espèce est originaire de Sumatra en Indonésie. Elles est endémique de l'ouest de l'ile.

## Classification
Begonia aberrans fait partie de la section Bracteibegonia du genre Begonia, famille des BegoniaceaeGRIN (23 octobre 2016).
L'espèce a été décrite en 1954 par le botaniste allemand Edgar Irmscher (1887-1968). L'épithète spécifique aberrans signifie « qui dévie de la normale » et fait référence aux bractées, atypiques de l'avis d'Irmcher.
Publication originale : Webbia 9: 483. 1953, publiée en 1954,.
Cette plante est aussi connue sous le nom de Begonia resecta, qui n'a pas été publié, mais attribué dans son herbier par le botaniste allemand Friedrich A. W. Miquel.